# Leo Fall

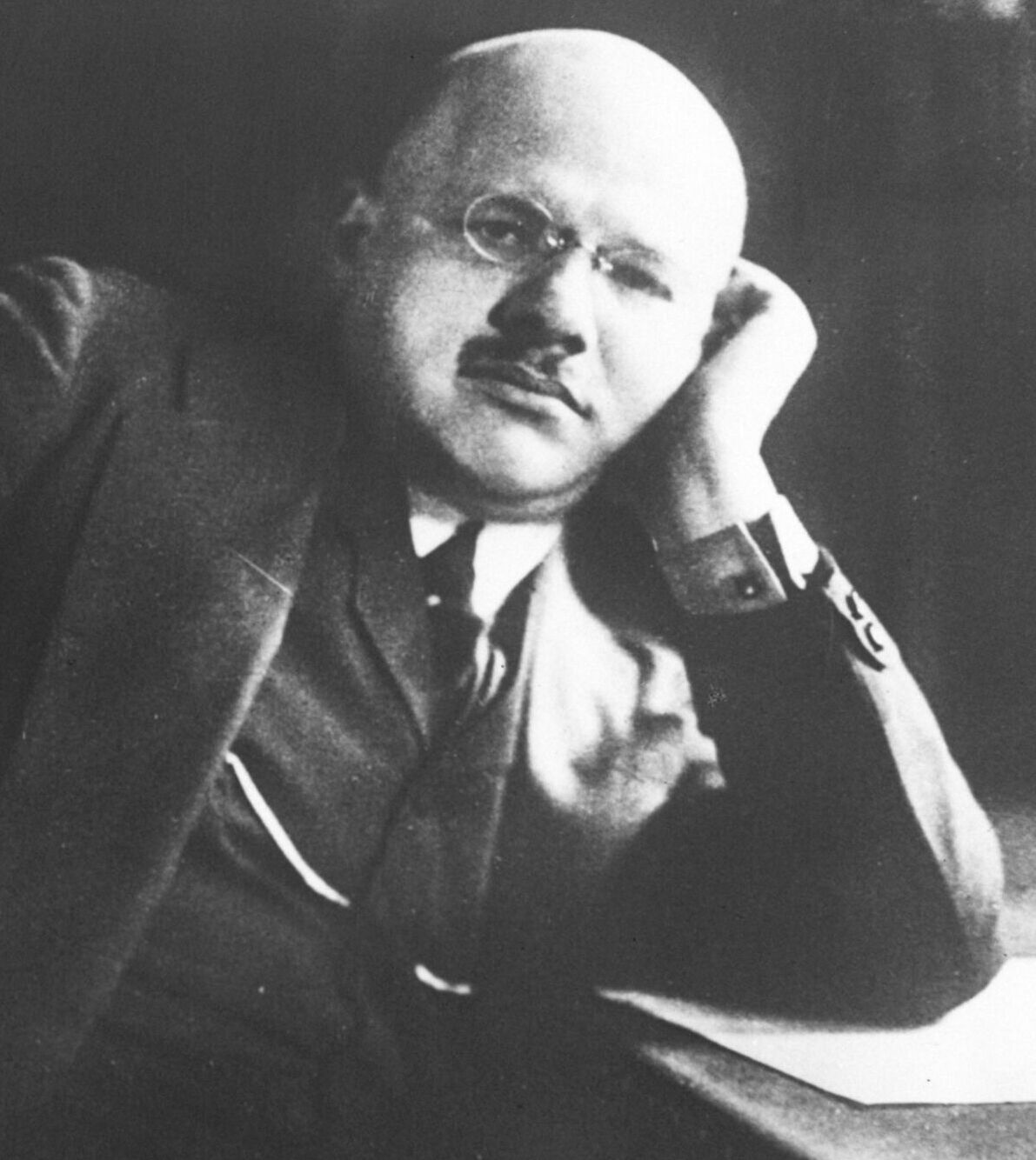
Fall in 1915

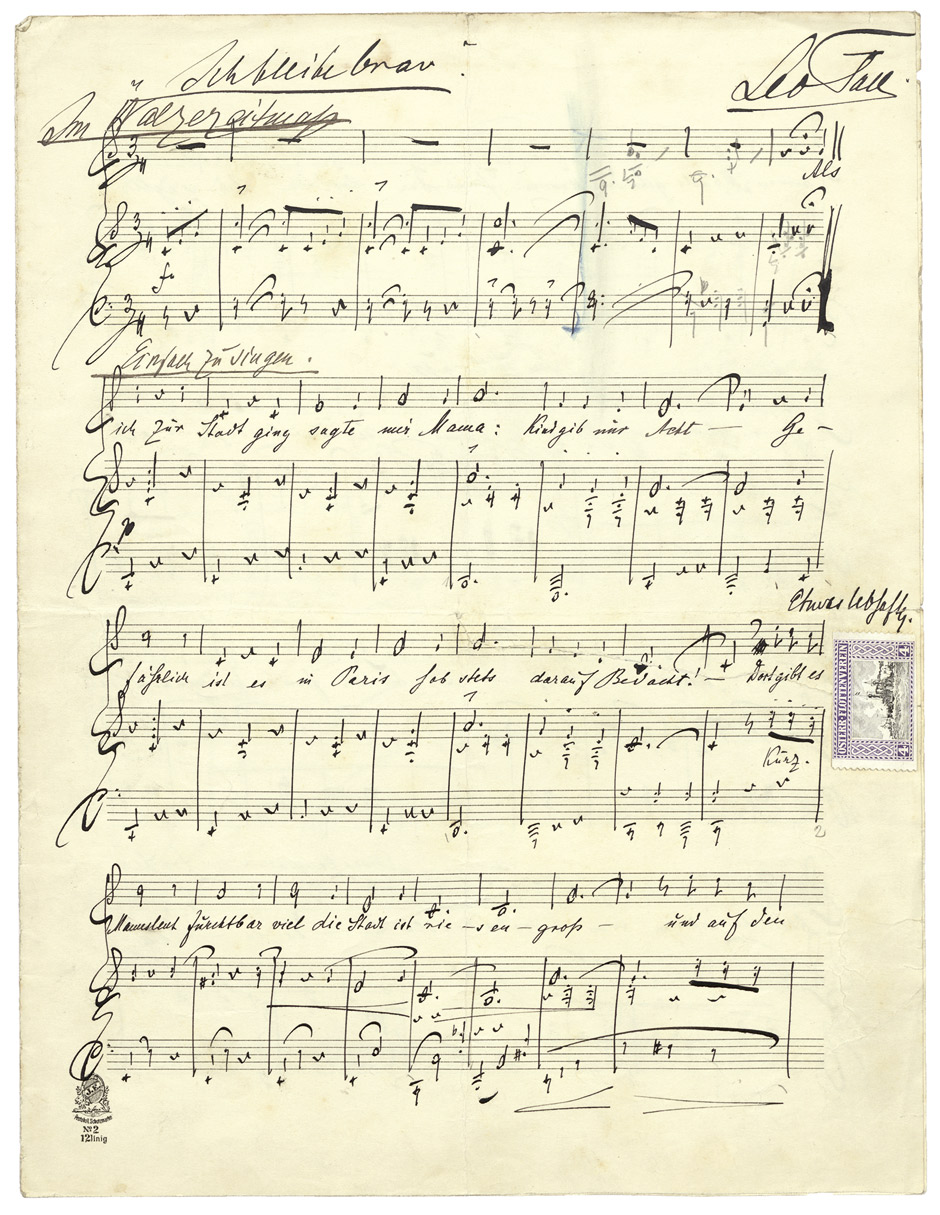
Handgeschreven compositie van Fall, met opschrift "Ich bleibe brav. - Im Walzerzeitmaß. - Einfach zu singen."

Leo Fall (Olmütz, na 1921 Olomouc, 2 februari 1873 - Wenen, 16 september 1925) was een Oostenrijks operettecomponist van Joodse afstamming, afkomstig uit Moravië. De nationaalsocialisten zouden na zijn dood zijn werk verbieden.  
Leo Fall, die aanvankelijk van zijn vader Moritz Fall (1848-1922) les kreeg, studeerde muziektheorie aan het conservatorium van Wenen. Hij studeerde daar bij Robert Fuchs en Johann Nemomuk Fuchs. In 1892 ging hij werken als kapelmeester in Hamburg en aansluitend werd hij soloviolist bij het Berliner Metropoltheater.
Zijn eerste composities waren niet erg succesvol, maar na de operette De fidele Bauer, was zijn naam gevestigd en werd hij een beroemd man. Daarna volgden nog vele, meestal succesvolle operettes, geheel in walsstijl volgens de Weense traditie. Naast Franz Lehár en Oscar Straus werd hij van de belangrijkste operettecomponisten van zijn tijd.
Zijn operette Madame de Pompadour stond tot ver in de 20e eeuw op het repertoire van diverse muziekgezelschappen in Duitsland en Oostenrijk. Zijn opera Die goldene Vogel, die in 1920 in Dresden werd opgevoerd met Richard Tauber en Elisabeth Rethberg, werd echter geen succes.

## Werken (selectie)
- Der fidele Bauer (1907)
- Der Rebell (1905) (tweede versie: Der liebe Augustin (1912))
- Der fidele Bauer (1907)
- Die Dollarprinzessin (1907)
- Brüderlein fein (1909)
- Das Puppenmädel (1910)
- Der ewige Walzer (1912)
- Die Rose von Stambul (1916)
- Die spanische Nachtigall (1920)
- Madame Pompadour (1922)
- Der junge Herr René (1925)